# Carpanthea
Carpanthea é um género botânico pertencente à família Aizoaceae.